# Santiago de Puriscal
Santiago es un distrito y ciudad cabecera del cantón de Puriscal en la provincia de San José de Costa Rica.

## Historia

### Terremoto de Puriscal
El 22 de diciembre de 1990 ocurrió un sismo de 5,8 grados en la escala sismológica de Richter, que en Costa Rica se conoció popularmente como el «terremoto de Alajuela en 1990», aunque el epicentro fue en el cantón de Mora (provincia de San José). La ciudad de Santiago, cabecera del cantón de Puriscal, sufrió daños severos.

## Geografía
Santiago cuenta con un área de 34,52 km² y una altitud media de 1105 m s. n. m.
El distrito de Santiago ha existido desde el establecimiento de la categoría distrital en la década de 1910. Desde su inicio y hasta antes del Censo 2000 Santiago de Puriscal tenía un área de 36,37 km². Los datos a partir del censo de 2000 utilizan la superficie territorial actual. 

## Demografía
Para el año 2022, Santiago cuenta con una población estimada de 12 189 habitantes, y para el último censo efectuado, en 2011, Santiago contaba con una población de 11 512 habitantes.

## Transporte

### Carreteras
Al distrito lo atraviesan las siguientes rutas nacionales de carretera:
- Ruta nacional 136
- Ruta nacional 137
- Ruta nacional 239
- Ruta nacional 314